# Edificio Ludington
El edificio Ludington en Chicago Illinois es el edificio más antiguo de la ciudad con estructura de acero.  Se encuentra en el área de la comunidad de Chicago Loop. Fue diseñado por el arquitecto William Le Baron Jenney y fue nombrado un Monumento de Chicago (Chicago Landmark) el 10 de junio de 1996. Fue catalogado en el Registro Nacional de Lugares Históricos de Estados Unidos, el 8 de mayo de 1980.
La construcción fue encargada por Mary Ludington Barnes para albergar la American Book Company. Constituye uno de los veinte edificios que componen el campus de la institución educativa Columbia College Chicago.